# Clionella halistrepta
Clionella halistrepta é uma espécie de gastrópode do gênero Clionella, pertencente a família Clavatulidae.